# Jootme (Saaremaa)
Jootme is een plaats in de Estlandse gemeente Saaremaa, provincie Saaremaa. De plaats heeft de status van dorp (Estisch: küla).
Tot in december 2014 behoorde Jootme tot de gemeente Kaarma, tot in oktober 2017 tot de gemeente Lääne-Saare en sindsdien tot de fusiegemeente Saaremaa.

## Bevolking
Het dorp had 13 inwoners op 31 december 2011 en ook 13 inwoners op 31 december 2021.

## Geschiedenis
Jootme werd voor het eerst genoemd in 1645 onder de naam Iotmell als nederzetting op het landgoed van Meedla.
In 1977 werd Jootme bij het buurdorp Saia gevoegd. In 1997 werd het weer een zelfstandig dorp.